# Annual Review of Public Health
Annual Review of Public Health è una rivista accademica sottoposta a revisione paritaria che pubblica articoli di revisione sulla salute pubblica, tra cui: epidemiologia, biostatistica, salute e sicurezza sul lavoro, salute ambientale e politiche sanitarie.
Ha avuto tre capiredattori: Lester Breslow, Gilbert S. Omenn e Jonathan E. Fielding.
La rivista è pubblicata in modalità di accesso aperto secondo il modello editoriale Subscribe to Open (S2O).
Secondo il Journal Citation Reports, la rivista ha ricevuto un fattore di impatto per il 2023 pari a 21,4, collocandosi al quinto posto su 403 riviste nella categoria "Salute pubblica, ambientale e occupazionale".

## Storia
La rivista pubblicò il suo primo volume nel 1980, in risposta a una seconda "rivoluzione della salute pubblica" americana. La prefazione del primo volume notava il passaggio alla cronicizzazione di malattie come il cancro e le malattie cardiache. Notava anche l'aumento dei costi di diagnosi e cura delle malattie negli Stati Uniti, che erano raddoppiati dal 1950 al 1975.
Il primo redattore fu Lester Breslow.
Inizialmente, la rivista era organizzata in cinque aree tematiche: salute pubblica specifica per età e malattia, aspetti comportamentali della salute, salute ambientale, epidemiologia/biostatistica e servizi sanitari. Nel volume 13 (1992) fu aggiunto un sesto argomento: la pratica della salute pubblica. I cinque argomenti del volume 15 (1994) erano epidemiologia e biostatistica, pratica della salute pubblica, aspetti comportamentali della salute, servizi sanitari e salute ambientale e occupazionale.
Nell'aprile 2017, Annual Reviews rese Annual Review of Public Health ad accesso libero grazie a una sovvenzione della Robert Wood Johnson Foundation. A maggio 2019, l'utilizzo della rivista era aumentato di otto volte rispetto al 2016, con circa 200.000 download mensili. A titolo di confronto, i titoli di psicologia clinica e medicina che mantenevano l'accesso limitato non hanno mostrato alcun cambiamento nell'utilizzo. Inoltre, il pubblico della rivista è aumentato da 1.100 istituzioni in 57 Paesi (2016) a 7.220 istituzioni in 137 paesi (2018).
Sulla base di questo successo, Annual Reviews ha creato il modello editoriale del Subscribe to Open (S2O) per convertire alcune delle sue altre riviste da pubblicazioni accesso limitato ad accesso aperto su base annuale.

## Processo editoriale
L'Annual Review of Public Health ha un caporedattore, che è assistito dal comitato editoriale, che comprende i suoi sostituti, i membri regolari e, occasionalmente, i redattori ospiti. I membri ospiti partecipano su invito del caporedattore e hanno un mandato di un anno.
Tutti gli altri membri del comitato editoriale sono nominati dal consiglio di amministrazione di Annual Reviews e hanno un mandato di cinque anni. Il comitato editoriale determina quali argomenti devono essere inclusi in ogni volume e sollecita revisioni da parte di autori qualificati. Non sono accettati manoscritti non richiesti. La revisione paritaria dei manoscritti accettati è effettuata dal comitato editoriale.

### Redattori dei volumi
Le date riportate di seguito indicano gli anni di pubblicazione in cui qualcuno è stato accreditato come caporedattore o co-redattore di un volume della rivista.
Poiché i volumi sono pianificati molto prima della loro pubblicazione, la nomina di un caporedattore capo generalmente avveniva prima del primo anno qui indicato. Sono riportati anche quei capiredattori andati in pensione o deceduti prima della pubblicazione, purché abbiano contribuito a pianificare il volume.
- Lester Breslow 1980–1990[5]
- Gilbert S. Omenn 1990–1996[5][12]
- Jonathan E. Fielding 1997–present[12]